# منومینی، میشیگان
منومینی (به انگلیسی: Menominee Township) یک منطقهٔ مسکونی در ایالات متحده آمریکا است که در شهرستان منامنی، میشیگان واقع شده‌است.
 منومینی ۱۹۰٫۳ کیلومتر مربع مساحت و ۳٬۹۳۹ نفر جمعیت دارد و ۱۹۷ متر بالاتر از سطح دریا واقع شده‌است.